# Urocystis violae
Urocystis violae (Sowerby) A.A. Fisch. Waldh. – gatunek podstawczaków należący do rodziny Urocystidaceae. Grzyb mikroskopijny pasożytujący na fiołkach (Viola).

## Systematyka
Pozycja w klasyfikacji według Index Fungorum: Urocystis, Urocystidaceae, Urocystidales, Incertae sedis, Ustilaginomycetes, Ustilaginomycotina, Basidiomycota, Fungi.
Po raz pierwszy opisał go w 1815 r. James Sowerby nadając mu nazwę Granularia violae. Obecną, uznaną przez Index Fungorum nazwę nadał mu Alexandr Alexandrowitch Fischer von Waldheim w 1867 r.
Synonimy:
- Caeoma violarum (DC.) Link, 1825
- Granularia violae Sowerby 1815
- Polycystis violae (Sowerby) Berk. & Broome 1850
- Sorosporium schizocaulon var. violae Casp. 1855
- Tuburcinia violae (Sowerby) Liro 1922
- Uredo violarum DC. 1815[3].

## Charakterystyka
Na ogonkach liściowych, a także innych częściach rośliny, powoduje powstawanie kilkucentymetrowych pęcherzy zawierających czarno-brązową masę ustilospor. Są zlepione w grupki liczące po 3-20 zarodników owiniętych ciągłą warstwą żółtawych sterylnych komórek.
Występuje w Azji i Europie, zarówno na dziko rosnących, jak i uprawianych gatunkach fiołków. Patogen trwale zadamawia się w korzeniach porażonych roślin. Nowe infekcje są inicjowane przez ustilospory, które przeżywają w rozkładających się częściach roślin i glebie. Odnotowano infekcje także przez nasiona, ale przypuszczalnie zdarza się to rzadko.